# Émile Cère
Émile Cère (Paul Émile Auguste Cère), né à Paris 2e le 14 mars 1863 et mort le 30 octobre 1932 à Paris 15e, est un journaliste et homme politique français.

## Biographie
Émile est le fils de Paul Cère, ancien préfet du Lot-et-Garonne.
Homme de lettres, journaliste à « La France » et au « Petit Journal », il fut aussi député républicain de gauche (Union progressiste puis Union démocratique) du Jura de 1898 à 1910 et conseiller général du Jura (canton de Moirans) de 1903 à 1913.
Il s'est présenté comme candidat boulangiste aux élections de 1890 dans le quartier du Palais-Royal (1er arrondissement).
Il fut aussi conseiller du Commerce Extérieur, membre du Conseil Supérieur du Tourisme et Délégué Permanent du Comité Français des Expositions.

## Publications d'Émile Cère
- Les Huissiers - 1883
- Les Petits Patriotes - 1886
- L'École des Chartes - 1893
- Bréviaire du Bouddhiste - 1893
- Madame Sans-Gêne et les femmes soldats (1792-1815) - 1886

## Sources
- « Émile Cère », dans le Dictionnaire des parlementaires français (1889-1940), sous la direction de Jean Jolly, PUF, 1960 [détail de l’édition]